# Marsilea sinensis
Marsilea sinensis là một loài dương xỉ trong họ Marsileaceae. Loài này được Hand.-Mazz. mô tả khoa học đầu tiên năm 1929.
Danh pháp khoa học của loài này chưa được làm sáng tỏ. 